# Nazionale maschile under 18 di baseball della Russia
La nazionale maschile under 18 di baseball russa rappresenta la Russia nelle competizioni internazionali di età non superiore ai diciotto anni.

## Piazzamenti

### Europei
- 1996 :  3°
- 1997 :  3°
- 1999 :  2°
- 2007 :  2°